# Hamnavoe
Die Ortschaft Hamnavoe ist eines der Siedlungszentren auf den Shetlandinseln. Sie ist der Hauptort der Insel West Burra, die insgesamt etwa 750 Einwohner zählt, und liegt an der Nordwestküste. Hamnavoe ist der drittgrößte Ort auf den Shetlands.

## Bildung
Die Hamnavoe Primary School ist die örtliche Grundschule. Hier werden derzeit 54 Kinder im Alter von fünf bis zwölf Jahren von insgesamt drei Lehrern unterrichtet.

## Namensgebung
Nach dem Ort ist die Fähre Hamnavoe der NorthLink Ferries benannt, die zwischen Scrabster auf dem schottischen Festland und Stromness auf Orkney verkehrt.